# フォー・フリー
『フォー・フリー』（For Free）はアメリカのミュージシャン、デヴィッド・クロスビーの8枚目のスタジオ・アルバム。

## 概要
このアルバムは2021年7月23日にBMGライツマネジメントの「Three Blind Mice」レーベルよりリリースされた。 カバーアートはジョーン・バエズによるものである。本作が、クロスビー生前最後のスタジオ・アルバムとなった。

## 評価
| 専門評論家によるレビュー | 専門評論家によるレビュー |
| 総スコア                 | 総スコア                 |
| 出典                     | 評価                     |
| ------------------------ | ------------------------ |
| Metacritic               | 84/100                   |
| レビュー・スコア         |                          |
| 出典                     | 評価                     |
| AllMusic                 | [ 5 ]                    |
| American Songwriter      | [ 6 ]                    |
| Classic Rock             | [ 7 ]                    |
| NME                      | [ 8 ]                    |

批評家から一般的に肯定的なレビューを受けた。 Metacritic 批評家からのレビューに100点満点中84点を付け、6件のレビューに基づいて"普遍的な称賛"を示す平均スコアを獲得した。

## 収録曲
| #         | タイトル                                   | 作詞・作曲                                    | 時間  |
| --------- | ------------------------------------------ | --------------------------------------------- | ----- |
| 1.        | 「River Rise」(featuring Michael McDonald) | David Crosby, James Raymond, Michael McDonald | 3:33  |
| 2.        | 「I Think I」                              | Crosby, Raymond, Steve Postell                | 4:52  |
| 3.        | 「The Other Side of Midnight」             | Raymond                                       | 3:14  |
| 4.        | 「Rodriguez for a Night」                  | Crosby, Donald Fagen, Raymond                 | 3:17  |
| 5.        | 「Secret Dancer」                          | Crosby, Raymond                               | 3:14  |
| 6.        | 「Ships in the Night」                     | Crosby                                        | 3:25  |
| 7.        | 「For Free」(featuring Sarah Jarosz)       | Joni Mitchell                                 | 3:43  |
| 8.        | 「Boxes」                                  | Raymond                                       | 4:14  |
| 9.        | 「Shot at Me」                             | Crosby, Dean Parks                            | 3:13  |
| 10.       | 「I Won't Stay for Long」                  | Raymond                                       | 4:29  |
| 合計時間: | 合計時間:                                  | 合計時間:                                     | 37:29 |

## 参加ミュージシャン
- デヴィッド・クロスビー - ボーカル
- ジェイムズ・レイモンド - アコースティックピアノ(1-5, 7, 8, 10), シンセサイザー(1-6,8-10), シンセ-ギター ソロ(1,4)、シンセ-ベース(1-3, 6, 9, 10), シンセアコースティックギター(3、8)、ドラムプログラミング(3), フェンダーロードス (4,9)、パーカッション(4)、ホルンアレンジ(4), ウルリッツァー-エレクトリック-ピアノ （6）、バッキングボーカル（8）
- シャウン・タブス - ギター(1),アコースティックギター(6,8),エレキギター(6,8)
- スティーヴ・ポステル - アコースティックギター(2)、バッキング-ボーカル(2)、ギター(5)
- グレッグ・ライズ – ペダルスチールギター (2)
- ディーン・パークス - ギター(4)、アコースティックギター(9)、エレキギター(9)
- アンドリュー・フォード - ベース(4)
- イライジャ・トムソン – ベース(8)
- ゲイリー・ノバック - ドラム（1、4-6、9）
- スティーブ・ディスタニスラオ - ドラム(2,10)
- アベ・ラボリエル・Jr - ドラム(8)
- スティーヴ・タヴァローニ - テナーサックス(4), EWI (10)
- ウォルト・ファウラー - トランペット(4), フリューゲルホルン (4)
- マイケル・マクドナルド - バッキングボーカル(1)
- グレイシー・レイモンド - バッキング-ボーカル(3)
- ベッカ・スティーヴンス - バッキングボーカル(3)
- ミシェル・ウィリス - バッキングボーカル（3、6、8）
- サラヤロシュ - ボーカル(7)
- ブライアン・ウィルソン - カウントインボーカル(10)

## 制作
- ジェームズ・レイモンド - プロデューサー、アレンジ、レコーディング、ミキシング
- ダン・ガルシア - レコーディング、ミキシング
- デヴィッド・クロスビー - ミキシング
- ネイト・ハセリー - アシスタント-エンジニア
- ジョエル・ジャック - アシスタントエンジニア
- ジェイソン・マリアーニ - アシスタントエンジニア
- コーシュレッシュ"ゲイリー"プーロヒット - アシスタントエンジニア
- ショーン・タブス - ギター録音(1,6,8)
- ディーン・パークス - ギター - レコーディング(4,9)
- バーニー・グランドマン - マスタリング
- ルイーズ・ヘンディ - アートワークデザイン
- ジョーン・バエズ - ジャケットアートワークの絵画部分
- マイク・チャドウィック - マネジメント